# Мхашб
Мхашб (фінік.  ) — посада державного скарбника у Карфагені. Давала право претендувати на місце в адірі і міяті. Римські автори називали мхашбів квесторами — з огляду на подібність їніх функцій і повноважень.